# Parandra heterostyla
Parandra heterostyla là một loài bọ cánh cứng trong họ Cerambycidae.